# Jacques Nicolet
Jacques Nicolet, född den 5 april 1956 i Monaco, är en fransk racerförare och affärsman. Han drev bland annat det franska sportvagnsstallet OAK Racing.